# غزوان جاسم
غزوان جاسم مقدم برامج وصحفي عراقي ومؤلفَ من بغداد، مقيم حاليًا في بغداد. ومدير تنفيذي لقناة السومرية الفضائية من 20 ايلول 2018 لغاية 2019 ومدير تنفيذي لقناة السومرية 2019 -2021. والان هو المدير العام ل قناة الرابعة الفضائية

## المناصب والاماكن التي عمل بها
عمل لكثير من القنوات التلفازية ومن اهمها:
- قناة بلادي الفضائية
- قناة الرشيد
- قناة الاتجاه الفضائية
- قناة السومرية (مدير تنفيذي 2019-2021)
- قناة دجلة الفضائية
- قناة آسيا الفضائية (مدير تنفيذي 20 ايلول 2018 - 2019)
- قناة الرابعة الفضائية (مدير عام 2021 -)